# رادوسلاف سولليكوف
رادوسلاف سولليكوف (بالبلغارية: Радослав Суслеков)‏ (مواليد 13 يوليو 1974) هو ملاكم بلغاري، مثّل بلاده في الألعاب الأولمبية الصيفية 1996.

## روابط خارجية
رادوسلاف سولليكوف على موقع أوليمبيديا (الإنجليزية)